# Anthurium hacumense
Anthurium hacumense är en kallaväxtart som beskrevs av Adolf Engler. Anthurium hacumense ingår i släktet Anthurium och familjen kallaväxter. Inga underarter finns listade.